# Emotional Anhedonia
Emotional Anhedonia (Емоційна Ангедонія) — експериментальний авант-нойз оркестр заснований в липні 2019 року у Кам’янці-Подільському Михайлом Клишнатим, співзасновником музичного лейблу ERYTHROLEUKOPLAKIA RECORDS та екс-учасником гуртів  I'm fine, ha ha та ihatethereforeiam.
Проєкт тяжіє до постійних змін у звучанні, відсутності жанрових рамок та щоразу новому поєднанню інструментів. Кожен новий виступ колективу це доволі хаотичне та непердбачуване видовище. Запрошені учасники імпровізують та грають керуючись своїми, нічим не обмеженими смаками, емоціями та ідеями, тому концерти набувають абсолютно неочікуваних жанрових форм. 
У творчості гурту відчутний вплив таких виконавців як: Mamaleek, Naked City, maudlin of the well, Lightning bolt, GYBE!, Prurient, Grouper, Вежа Хмар, а також філософські праці Луїджі Руссоло "Мистецтво шумів" та "Небезпечна музика" Діка Хіггінса

## Історія гурту

### 1.1. Рання творчість(2019-2021)
Під враженням від наукових робіт модерністів, футуристів та авангарду ХХ ст., а також їх музичних експериментів, за головну мету проекту було взято вивчення впливу звуків на людські емоції, та навпаки, а також пошук нових стилістичних форм у музиці.  Початково, гурт з'явився як сольний нойз проект за усіма канонами DIY культури.  
Ранні роботи, натхненні такими проектами як GYBE!, Prurient та Grouper являли собою експерименти у площині стилів ембіент, дроун, індастріал та павер-електроніка. У серпні 2020 року виходить перший LP "Distraction Noise Oratorium". довжиною в 8 композицій. В листопаді цього ж року виходить перший огляд на альбом від Ксенії Янус на новинному ресурсі Neformat.ua.
```
 
Як уже заведено на лейблі, цей реліз кросжанровий, експериментальний та похмурий. Музиканти (чи музикант) продовжують плести чорними водами експериментальних жанрів, не зупиняючись біля берега жодного з них, піддаючись стрімкій течії похмурого саунду та не даючи змоги схарактеризувати свою музику, навіть на стику жанрів.
```

#### 1.2. Перші колаборації та виступи

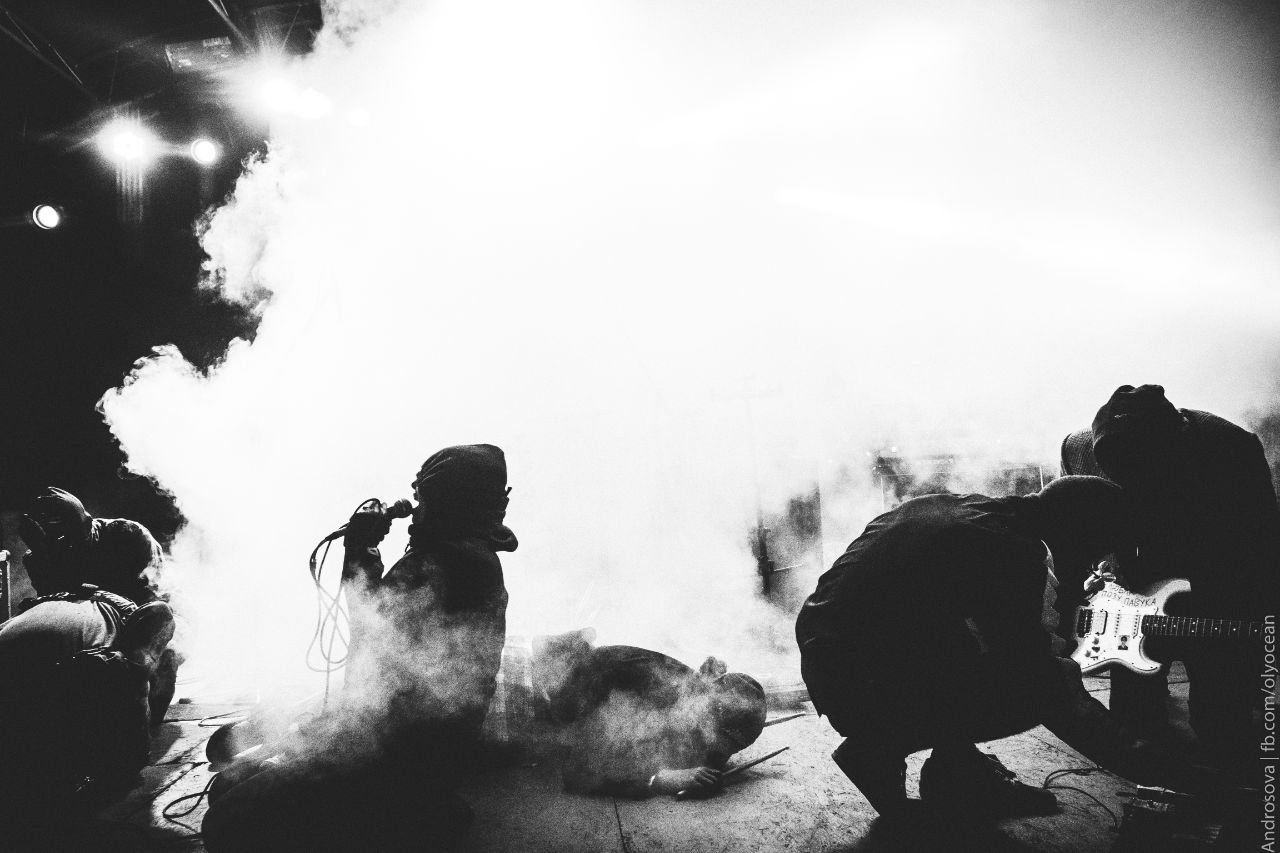
Debut live Back To Youth

Восени 2020 виходить перший альбом-коллаборація з проектом Toten Wasser у яку увійшли польові записи розмов про індастріал та урбанізм, модулярна електроніка та даркембіент. Цей спліт, разом з іншими резидентами лейблу, згадано у рецензії видавництва "Гіпертелія" 
У січні 2021 року гурт отримує запрошення на фестиваль "Back To Youth"  у місті Калуш, через що починається активний пошук нових учасників проекту. Дебютний виступ відбувся у складі 6 музикантів.
1.3 ELP Home Rule Gig

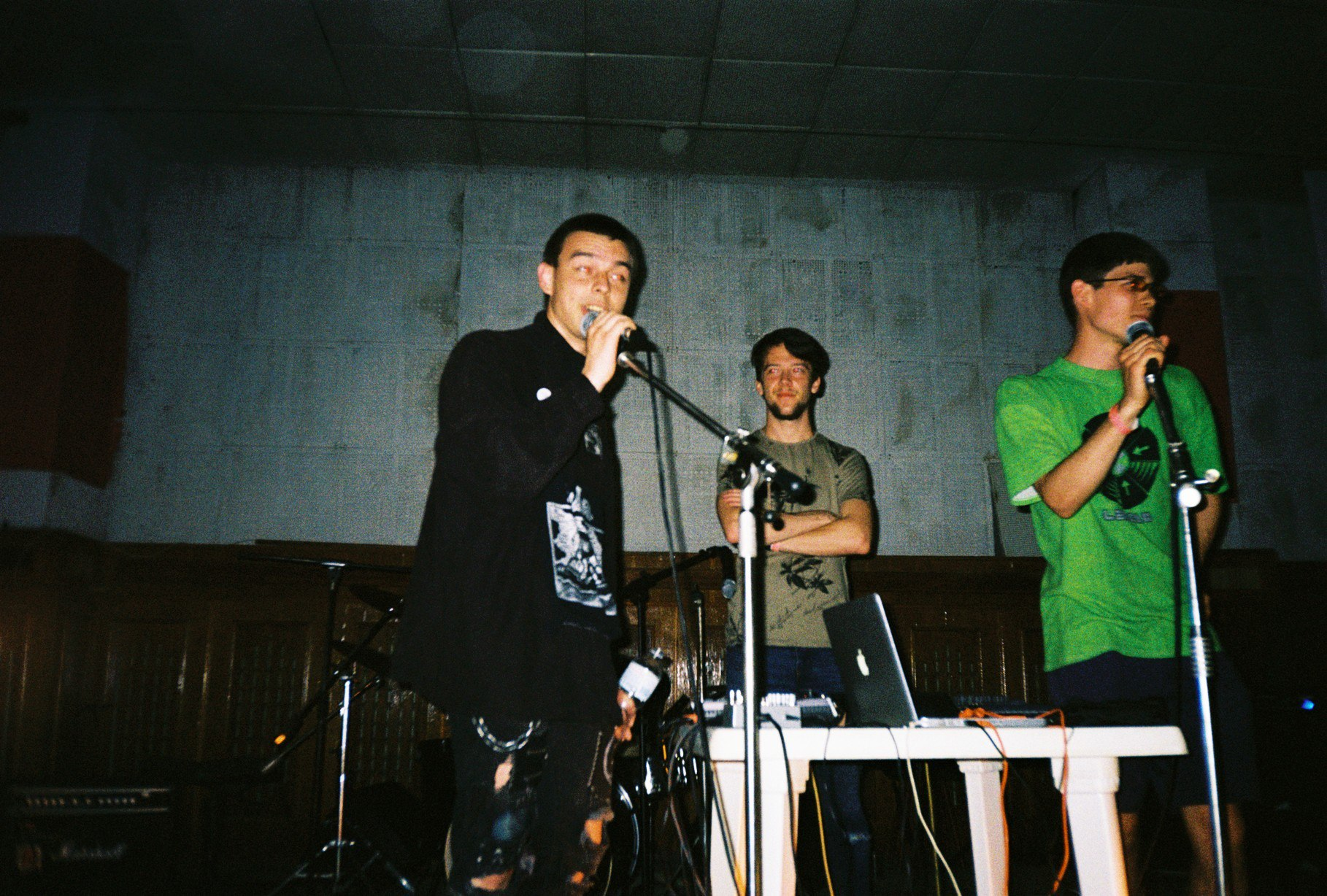
ELP Home Rule Gig 2020

Вже через місяць Михайло, заручившись підтримкою спілки "Проникнення", організовує свій перший музичний фестиваль-шоукейс "ELP Home Rule Gig" в місті Черкаси. На ньому відбувся дебютний виступ аж 7 виконавців, всього на сцені звучали 16 проектів з різних куточків України.
Emotional Anhedonia закриває фестиваль з новою імпровізацією та трьома новими учасниками, фрагмент виступу потрапив на реліз «LIVE ON ELP GIG».
Восени проект вперше, та востаннє, виступає як соло артист у рамках вечору антимузики "Noise Halloween"  разом з іншими 12 нойз-артистами на території ВДНГ. Запис події збережено на альбомі «Noise Halloween LIVE». Того ж року Михайло дає інтерв'ю в ефірі "Нічний Шен" інтернет-радіо "Єден", у якому ділиться досвідом створення і курування лейблом ERYTHROLEUKOPLAKIA та концепцією творчості гурту.
```
Концепція змінювалась крізь час, набувала нових сенсів і тем, але головна ідея була майже незмінною — у творчості важлива свобода, і якщо ти хочеш музикувати то роби це як умієш, навіть якщо вийде повна антимузика. Тому що у кожному відрізку життя є багато різних емоцій та рефлексії, і якщо не відобразити їх в момент їх появи — навряд ти зможеш пережити і осмислити це знов. Колектив залучав людей які прагнули відображати емоції у музиці тут і зараз, не боячись критики та осуду зі сторони слухача.
 

Фрагмент інтерв'ю для Shinju
[
3
]
```

### 2. Повномасштабне вторгнення

#### 2.1. Початок війни

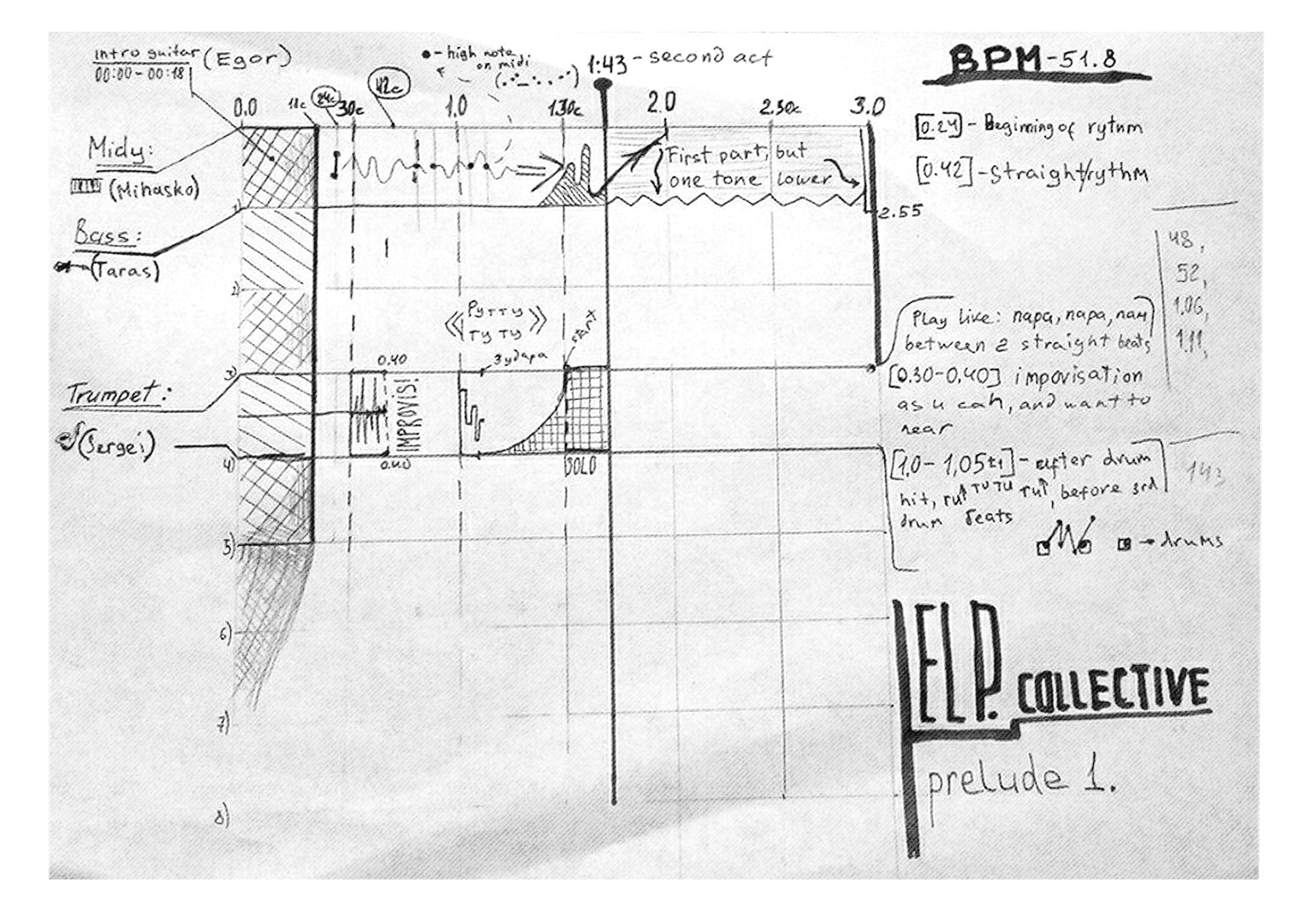
Партитура з репетиції гурту

Останній довоєнний виступ відбувся в колаборації з frokkkkkkk 15 січня 2022 у Wild Stone Bar. З початком повномасштабного вторгнення росії в Україну, виходить сингл "Death of Empire", який згадується у Французькому виданні "Magic magazine", в статті про "українську музичну сцену в контексті світового руху солідарності проти імперіалізму." Гурт брав участь у чисельних благодійних заходах на підтримку ЗСУ. 
Влітку 2022 року проект звучав на двух благодійних онлайн фестивалях, записи з яких вийшли під назвами: "Вихід Назовні" та "LIVE on ENERGOZBIY". З травня по листопад колектив відіграв ще п'ять івентів у столиці. Збірка "August Jams" є компіляцією записів з фестивалів "Grind The Enemy" та "НА ЧАСІ".Імпровізації зіграні на "ВNХІД Fest" та "Крізь Слух" вийшли на збірках "Exit The Void" та "OTEL' LIVE".

#### 2.2. Тур Україною
Протягом листопада цього ж року, було організовано перший благодійний тур Україною в історії колективу такими містами як: Київ; Тернопіль; Львів та Кам’янець-Подільський. Вперше з'являється згадка проекту у друкованному виданні , на сторінках "bubblegum zine"  

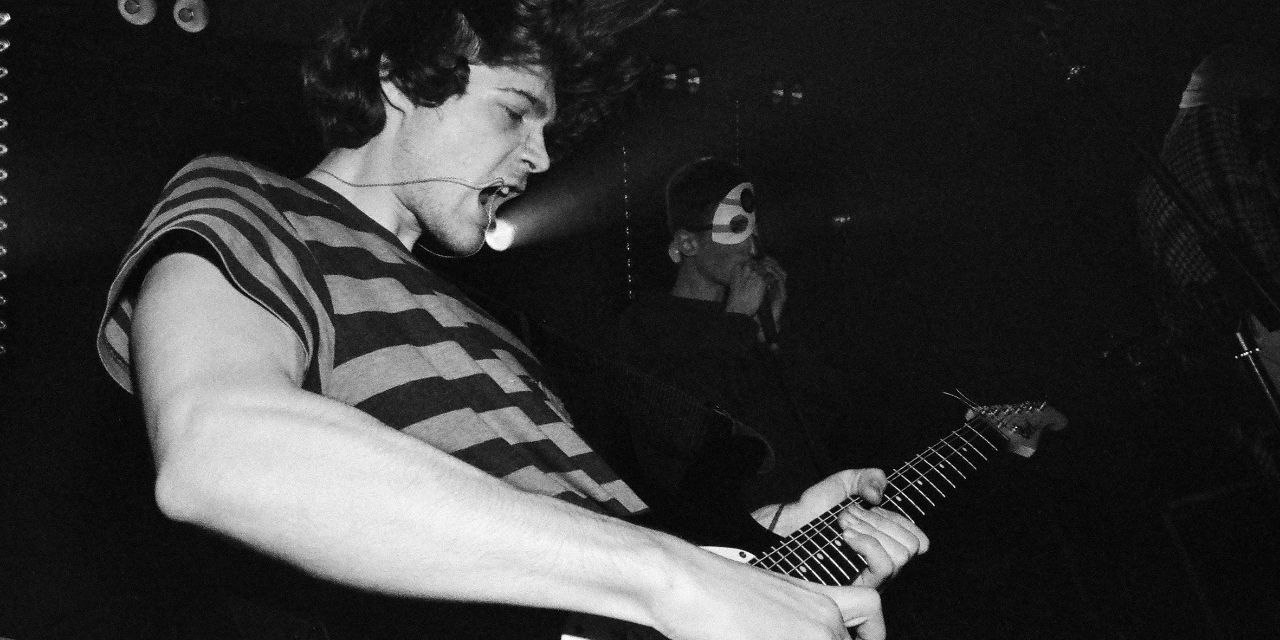
"Оскільки ми збиралися в тур і разом із друзями із різних міст організовували івенти у кожному з них, дуже хотілося залишити аудіозгадку про цю подорож. Адже всі, хто виступав, були важливою частиною цих івентів. Хотілося, щоб ця збірка стала символом того, що сцена жива, і вона потужна! З'являються нові сміливі гурти, цікаві експерименти, івенти, благодійні збори, виставки, і це все всупереч спробам російської федерації зламати нашу волю".

По завершенню туру була видана збірка "LIGHTS ON!" з 12 записів зроблених під час виступів, до якої долучились гурти: івл-івл; Увага; BURI; -YCH, а також фрагменти виступів у Києві та Львові, що збереглись у збірці "Ритуали". 

#### 2.3. Кінець 2022 року
Завершення концертного року відбулось в стінах Порохової Вежі у Львові, в рамках презентації збірки "Погляд на дві тисячі ярдів", яка є "зрізом рефлексивного сучасного мистецтва України 2022 року". Подія відбулась за підтримки Стабілізаційного фонду культури та освіти,  Федерального міністерства закордонних справ Німеччини та Goethe-Institut.  Було випущено альбом "reflections of the war" спільно з виконавцями Matukhno та SAPS а також відео виступу. 

## Відеокліпи/концерти
Станом на лютий 2025 року знято 2 офіційних відеокліпи, а також більше восьми відео з виступів у різних містах України. Переважна більшість концертів знята Юрієм Xerxerash на аналогову VHS плівку.

### Відеозаписи концертів
| № | Назва події            | Дата виступу | Місто проведення |
| - | ---------------------- | ------------ | ---------------- |
| 1 | Back to youth 2021     | 09/05/21     | Калуш            |
| 2 | Energozbiy             | 01/05/22     | Онлайн           |
| 3 | ELP Wire Fest          | 18/06/22     | Онлайн           |
| 4 | Крізь Слух             | 17/09/22     | Київ             |
| 5 | ШЕЛЕСТ                 | 06/11/22     | Київ             |
| 6 | reflections of the war | 25/12/22     | Львів            |
| 7 | Movement               | 04/02/23     | Одеса            |
| 8 | Бестіарій              | 02/02/24     | Київ             |

### Кліпи
| #     | Назва                                                  | Реліз                           | Тривалість |
| ----- | ------------------------------------------------------ | ------------------------------- | ---------- |
| 1.    | «Burden / Neverending Worrying » (Режисер - Анна Тиха) | "Overhanging Blurry" (21/12/21) | 5:07       |
| 2.    | «Потяг "Лісова-Індустріальна"» (Режисер - М)           | "СПЛІТ" (18/04/22)              | 8:16       |
| 13:23 |                                                        |                                 |            |

## Дискографія
Проект налічує у своїй дискографії 2 Альбоми, 13 Концертних записів, 2 Мініальбоми, 2 Записи репетицій, 4 Сингли? а також 5 Сплітів.

### [Emotional Anhedonia Discography](since 2019)Опціяheadline:
| Студійні альбоми | Студійні альбоми              | Студійні альбоми | Студійні альбоми |
| #                | Назва                         | Дата виходу      | Тривалість       |
| ---------------- | ----------------------------- | ---------------- | ---------------- |
| 1.               | «Overhanging Blurry»          | 2021             | 2:43             |
| 2.               | «Distraction Noise Oratorium» | 2020             | 3:56             |
| 23:43            |                               |                  |                  |

| Концертні альбоми | Концертні альбоми                   | Концертні альбоми | Концертні альбоми |
| #                 | Назва                               | Дата виходу       | Тривалість        |
| ----------------- | ----------------------------------- | ----------------- | ----------------- |
| 1.                | «Multiplied By Zero»                | 2022              | 2:28              |
| 2.                | «Exit The Void»                     | 2022              | 2:03              |
| 3.                | «Enter The Sea»                     | 2022              | 2:18              |
| 4.                | «reflections of the war» (Harrison) | 2022              | 2:04              |
| 5.                | «Ритуали»                           | 2022              | 3:33              |
| 6.                | « Вихід Назовні» (2022)             | 2022              | 3:51              |
| 7.                | « OTEL' LIVE»                       | 2022              | 1:41              |
| 8.                | «August Jams»                       | 2022              | 1:46              |
| 9.                | «ENERGOZBIY» (Hothouse)             | 2022              | 2:57              |
| 10.               | «Wild Stone Bar» (FROKKKK)          | 2022              | 2:57              |
| 11.               | «Noise Helloween»                   | 2022              | 2:57              |
| 12.               | «LIVE ON ELP GIG»                   | 2022              | 2:57              |
| 22:41             |                                     |                   |                   |

| Мініальбоми | Мініальбоми                                       | Мініальбоми | Мініальбоми |
| #           | Назва                                             | Дата виходу | Тривалість  |
| ----------- | ------------------------------------------------- | ----------- | ----------- |
| 1.          | «Music Of Crossroads»                             | 2023        | 2:42        |
| 2.          | «You're Not Around w/ Lidia Malovana & Discorpse» | 2024        | 4:01        |

| Сингли | Сингли                     | Сингли       | Сингли     |
| #      | Назва                      | Дата виходу  | Тривалість |
| ------ | -------------------------- | ------------ | ---------- |
| 1.     | «Death of Empire»          | 2022         | 2:48       |
| 2.     | «Space Soundscape»         | 2022         | 2:24       |
| 3.     | «Go Under in D#m»          | 5 липня 2021 | 3:45       |
| 4.     | «Fondness Of Your Embraсe» | 2022         | 3:08       |
| 22:48  |                            |              |            |

| Репетиції / Спліти | Репетиції / Спліти | Репетиції / Спліти | Репетиції / Спліти |
| #                  | Назва | Дата виходу        | Тривалість         |
| ------------------ | --- | ------------------ | ------------------ |
| 1.                 | «LIGHTS ON!» (івл-івл; Увага; BURI; -YCH.) | 2022               | 4:15               |
| 2.                 | «Turnip Session» | 2023               | 2:41               |
| 3.                 | «Комунікація» | 2024               | 2:54               |
| 4.                 | «за вікном - вічна спіраль помилок» (токсітин) | 8 червня 2022      | 9:31               |
| 5.                 | «WAR SPLIT» | 27 лютого 2022     | 0:59               |
| 6.                 | «ELP СПЛІТ» (АОРТА; I.quit; ЧОРТОПОЛОХ; Буду думати; Doomdoze; AVVAKE; One Meter Under Water; хаос внутри меня; deathsurf; Болотник; 77подъезд; XX.XX; Kate Blank; Hothouse; Done Without; R4zyob; Zobbo; ЗАНАВІС; B1ØT) | 5 липня 2021       | 3:45               |
| 7.                 | «Memory of the Laid Asphalt About the Sounds Heard in Sтarkon Essence» (Toten Wasser) |                    | 3:08               |
| 8.                 | «СПЛІТ» (ЧОРТОПОЛОХ) |                    | 3:08               |
| 24:21              | |                    |                    |

## Список джерел
1. 1 2  Денисюк, Ярина (28 січня 2021). Знайомство з лейблом Erythroleukoplakia Records: 6 знакових релізів. Neformat.ua (українською) . Neformat.ua.{{cite web}}:  Обслуговування CS1: Сторінки з параметром url-status, але без параметра archive-url (посилання)
2. ↑  Bradford, Bailey (30 квітня 2016). danger music: the scores of dick higgins. The Hum (англійською) . The Hum.{{cite web}}:  Обслуговування CS1: Сторінки з параметром url-status, але без параметра archive-url (посилання)
3. 1 2  Інтерв'ю з учасником гурту Emotional Anhedonia. Telegram (Інтерв'ю) (Українська) . Shinju. 25 березня 2023. Процитовано 13 лютого 2025.{{cite web}}:  Обслуговування CS1: Сторінки з параметром url-status, але без параметра archive-url (посилання)
4. 1 2 3  LIVE at Wild Stone Bar by Emotional Anhedonia. Bandcamp (Публікація релізу). ERYTHROLEUKOPLAKIA RECORDS. 15 січня 2022.{{cite web}}:  Обслуговування CS1: Сторінки з параметром url-status, але без параметра archive-url (посилання)
5. ↑  Шешуряк, Назар (11 січня 2021). Рецензія на  ERYTHROLEUKOPLAKIA RECORDS. Гіпертелія (українською) . "Гіпертелія".{{cite web}}:  Обслуговування CS1: Сторінки з параметром url-status, але без параметра archive-url (посилання)
6. ↑  BTY fest. Facebook (українською) . 8 травня 2019.
7. 1 2 3  Погонченкова, Олена (23 червня 2021). bubblegum zine згадка про колектив у статті (PDF). Monoskop (Фанзін) (англійською) . DIY. Архів оригіналу за 23 лютого 2025. Процитовано 14 лютого 2025.{{cite web}}:  Обслуговування CS1: bot: Сторінки з посиланнями на джерела, де статус оригінального URL невідомий (посилання)
8. ↑  Мільченко, Володимир (22 червня 2021). Підсумки ELP GIG 1. Telegram (українською) . Церква Мільченка.{{cite web}}:  Обслуговування CS1: Сторінки з параметром url-status, але без параметра archive-url (посилання)
9. ↑  LIVE ON ELP GIG by Emotional Anhedonia. 𝗘𝗥𝗬𝗧𝗛𝗥𝗢𝗟𝗘𝗨𝗞𝗢𝗣𝗟𝗔𝗞𝗜𝗔 𝗥𝗘𝗖𝗢𝗥𝗗𝗦. 20 June  2021.
10. ↑  Бесага, Ольга (12 січня 2021). Нічний шен #35: про ERYTHROLEUKOPLAKIA RECORDS. Mixcloud (українською) . Інтернет-радіо "ЄДЕН".{{cite web}}:  Обслуговування CS1: Сторінки з параметром url-status, але без параметра archive-url (посилання)
11. ↑  Pottier, Jean-Marie. Life during Wartime : la scène ukrainienne à l’heure de la guerre. Magicrpm (французською) . Magicrpm.
12. 1 2  Джулай, Єлизавета (28 грудня 2022). ERYTHROLEUKOPLAKIA публікує спліт живих виступів. Neformat.ua (українською) . ERYTHROLEUKOPLAKIA RECORDS.
13. ↑  Погонченкова, Олена. Важливі концертні записи ‘22: bubblegum zine (українською) . bubblegum zine.
14. 1 2  reflections of the war (25/12/22 Львів). YouTube. ERYTHROLEUKOPLAKIA RECORDS.
15. ↑  Back to youth 2021 (8-9.05.2021 Калуш). YouTube (Live-відео). ERYTHROLEUKOPLAKIA RECORDS. Процитовано 13 лютого 2025.
16. ↑  Energozbiy (01.05.22 Онлайн). YouTube. ERYTHROLEUKOPLAKIA RECORDS.
17. ↑  ELP Wire Fest (18.06.2022 Онлайн). YouTube. ERYTHROLEUKOPLAKIA RECORDS.
18. ↑  Крізь Слух (17.09.22 Київ). YouTube. ERYTHROLEUKOPLAKIA RECORDS.
19. ↑  ELP Gig «ШЕЛЕСТ» (06.11.2022 Київ). YouTube. ERYTHROLEUKOPLAKIA RECORDS.
20. ↑  Movement (04.02.2023 Одеса). YouTube. ERYTHROLEUKOPLAKIA RECORDS.
21. ↑  Бестіарій (02.02.2024 Київ). YouTube. ERYTHROLEUKOPLAKIA RECORDS.